# Chinchilla lanigera
La chinchilla de cola larga (Chinchilla lanigera), también conocida como chinchilla chilena, costera o menor, es una especie de roedor histricomorfo de la familia Chinchillidae. Es una de las dos especies del género Chinchilla,  la otra es la chinchilla de cola corta.

## Distribución
Poblaciones salvajes de  esta especie (C. lanigera) se encuentran en Aucó, cerca de Illapel, IV Región, Chile (31°38′S, 71°06′W), en la Reserva Nacional Las Chinchillas y en La Higuera, cerca de 100 km al norte de Coquimbo (29°33′S, 71°04′W)
Las chinchillas chilenas fueron reportadas de Talca (35°30’S), Chile, alcanzando el norte, hacia Perú y en las laderas en las costas chilenas de montañas bajas. Hacia mitad del siglo XIX, ya no se encontraban ni al sur del río Choapa ni en Perú.
No se han hallado fósiles.

## Características

Comparación corporal entre C. lanigera, y C. brevicaudata.

Chinchilla lanigera es más pequeña que Chinchilla chinchilla, los animales salvajes alcanzan una longitud corporal de 26 cm. Tienen las orejas más redondeadas, de 45 mm de longitud y la cola más larga (más de 13 mm comparada con los 10 cm de C. brevicaudata).  El número de vértebras caudales es de 23 en C. lanigera (20 en C. brevicaudata). El peso promedio de los machos es de  369–493 g (media de 412 g) y el de hembras  379-450 g (media de 422 g). Los ejemplares domésticos son más grandes que los silvestres y más dimórficos sexualmente;la hembra pesa 800 g y los machos 600 g.
Tienen un pelo de 2–4 cm de longitud, gris, blanco, con bandas negras; es sedoso, extremadamente suave, y firmemente adherido a la piel. De un solo folículo piloso de 5–11 mm de diámetro, emergen juntos 75 pelos lanosos. Las vibrisas son abundantes, fuertes, largas (10–13 cm), y emergen de  folículos simples. La coloración general de las porciones superiores es azulina o gris plateado, partes bajas amarillentas blancas. La cola es larga, gruesa, gris y con pelos negros en su parte dorsal, de 3–4 cm de long. cerca del cuerpo, de 5–6 cm en la punta, formando un penacho que excede las vértebras en 5 cm.

## Reproducción
En estado salvaje se aparean entre octubre y diciembre (verano austral).
La gestación en cautiverio es de 111 días (rango, 105–118). El tamaño de la camada es usualmente 2 o 3 crías (media de 1,75). La relación de sexos al nacer (macho:hembra) es de 1,1 – 1,2. La masa media neonatal en cautiverio es 52 g (rango, 50–70 g). La mortalidad al nacer es del 10,4%.
Los neonatos son precoces, completamente forrados, con dientes erupcionados, ojos abiertos, y  aptos para caminar a la hora de nacer. Comen alimento sólido a la semana de edad, sin embargo la lactancia normalmente dura 6–8 semanas en cautiverio, y el periodo mínimo de amamantamiento necesario para sobrevivir es de 25 días. La tasa de crecimiento es de 3,6 g/día durante el primer mes, baja a 1,56 g/día entre los 2 y 6 meses, y 0,65 entre los meses 6º a 12º.
La madurez sexual en ambos sexos ocurre en promedio a los 8 meses, pero puede ser a los 5,5 mes.
El máximo registrado de vida útil en estado salvaje es de 6 años. Su esperanza de vida media en cautividad es de 12-15 años, pero hay casos de chinchillas más longevas hasta 20 años.

## Hábitat

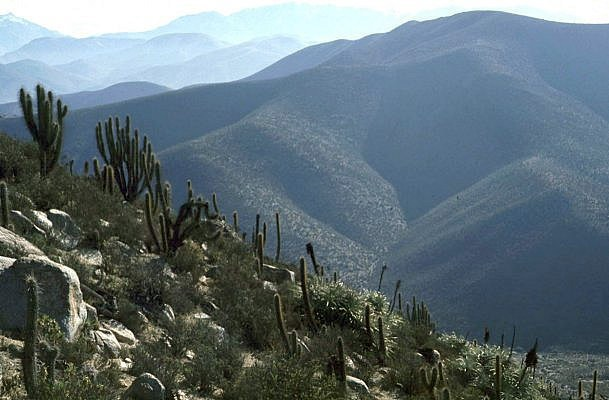
El hábitat de Chinchilla lanigera.

El hábitat natural de Chinchilla lanigera es árido, de cadenas montañosas transversales en el norte central de Chile, que conecta las montañas costeras con los Andes, con elevaciones de 400 a 2000 m s. n. m. El clima es algo severo con temperaturas de verano llegando  durante el mediodía a 30 °C  a la sombra, y cayendo a 7 °C por la noche (o debajo de punto de congelación en invierno).
Típicos hábitats son suelos rocosos o arenososo con cobertura de duros arbustos espinosos, pocas hierbas, escasos cactus, y parches de bromeliáceas suculentas, contra la costa. Las chinchillas chilenas salvajes se alimentan de más de 24 especies botánicas, en especial hierbas y pastos. La dieta cambia y se adapta entre sitios estacionalmente y a través de los años. Consumen suculentas en verano, y aparentemente no beben nada en estado salvaje.

## Ecología
Chinchilla lanigera es social. Sus colonias son de unos 100 individuos, pudiendo alcanzar más de 500 y extenderse sobre un área de 100 ha. Colonias aisladas forman una metapoblación, con frecuentes extinciones locales y colonizaciones de otros hábitats aceptables. La densidad de población es de 4-5 individuos/ha. El tamaño poblacional no fluctúa entre años de baja o alta pluviosidad. Entre los predadores están el zorro culpeo (Lycalopex culpaeus), que captura tanto adultos como juveniles, y el tucúquere (Bubo virginianus magellanicus), que preda principalmente a juveniles.

## Estatus de conservación
Está en riesgo, con la 2.ª más alta prioridad de conservación entre los mamíferos chilenos. La población salvaje está listada en el Apéndice 1 de CITES. Como resultado de su sobrecaza por su piel, toda la especie estuvo casi extinta durante el principio del siglo XX. Con la protección entre los gobiernos de Argentina, Bolivia, Chile, Perú, y bajo la ley chilena desde 1929, la caza ilegal continuó. Hacia los 1950s, la chinchilla chilena se consideró extinguida. Pero poblaciones salvajes se redescubrieron en 1978, y en 1983 se creó la Reserva Nacional Las Chinchillas, de 4.227 ha, de las cuales 556 ha tenían colonias de antes de 1983, pero solo 264 ha tenía colonias en 1989. La distribución se ha ido reduciendo a solo dos áreas. Solamente 19 de 42 colonias conocidas en Reserva Nacional Las Chinchillas están protegidas. La población salvaje total se estima entre 2.500–11.700 individuos y sigue declinando, como lo indica la reducción del área cubierta por las colonias y su fragmentación. A pesar de la protección dentro de la Reserva de las actividades predadoras humanas desde 1987, el tamaño poblacional continua en declinación. Un plan de conservación ha sido puesto desde 1990, pero ninguna acción concreta de conservación se ha llevado a cabo en la pequeña y rica genéticamente población norteña de La Higuera, en Chile.

## Cuidados
No son animales que desarrollen muchas enfermedades, pero tienen un aparato digestivo muy delicado propenso a problemas intestinales y parásitos del agua, toleran muy mal (con muerte incluida) los golpes de calor y los ambientes con mucha humedad (micosis en la piel y pelo). Las chinchillas no se vacunan, no existen vacunas específicas para ellas ni medicamentos o tratamientos preventivos para los parásitos (todo lo que hay está elaborado para perros, gatos y otros animales y no es específico para las chinchillas).

## Variedades
Se reconocen comúnmente tres variedades de C.lanigera:
1) Variedad la plata. Tipo con más desarrollo muscular y estructura ósea más pesada que los otros dos. Son más redondeados o compactos, con cabeza corta, ancha, más distancia de una oreja a la otra, y una línea dorsal relativamente recta. Los hombros son frecuentemente tan anchos como el pecho y los cuartos traseros (grupa). Las orejas son más cortas y redondeadas.
2) Variedad costina. Forma más débil en musculatura y en estructura ósea; con patas más largas. Las manos más cortas, y más cerca entre sí, los hombros son más angostos. La columna vertebral es más arqueada, la línea del cuello muy profunda, formando una ligera joroba. Visto de frente, la cabeza con forma de "V", la nariz es puntiaguda, y la distancia entre las orejas es más  ancha. Las orejas son largas y posicionadas en un ángulo de cerca de 45°.
3) Variedad ratón. Tipo reminiscencia de la plata en su estructura corporal. Nariz puntiaguda como costina y orejas posicionadas muy juntas y algo horizontalmente. Son claramente más pequeños.